# Луций Виниций (консул-суффект 5 года до н. э.)
Луций Виниций (лат. Lucius Vinicius) — политический деятель эпохи ранней Римской империи.
Его отцом был консул-суффект 33 года до н. э. Луций Виниций. В 16 году до н. э. Виниций находился на посту монетного триумвира. В 5 году до н. э. он занимал должность консула-суффекта.
Виниций был адвокатом и блестящим оратором. Гай Светоний Транквилл пишет, что император Октавиан Август «письменно упрекнул [Виниция] в нескромности за то, что в Байях он подошел приветствовать его дочь».